# Amino (réseau social)
Pour les articles homonymes, voir Amino.
Ne doit pas être confondu avec Amine.
 (mai 2020).
Si vous disposez d'ouvrages ou d'articles de référence ou si vous connaissez des sites web de qualité traitant du thème abordé ici, merci de compléter l'article en donnant les références utiles à sa vérifiabilité et en les liant à la section « Notes et références ».
Amino : Communautés et Groupes (plus communément appelé Amino) est un réseau social mobile disponible sous iOS et Android développé par la société MediaLab depuis janvier 2021, anciennement par Narvii inc. (fondée par Benjamin Anderson et Yin Wang) sorti en juin 2016. Amino est basé sur des communautés (ou fandoms) traitant de sujets spécifiques que les utilisateurs peuvent créer ou rejoindre. Les membres d'une communauté peuvent discuter dans des tchats ou poster du contenu en rapport avec le thème de la communauté. L'application compte aujourd'hui quelques dizaines de millions d'utilisateurs,.

## Histoire
En 2012, en assistant à une convention d'anime à Boston (Massachusetts), Anderson et Wang ont l'idée de créer une application sur internet semblable à une convention, qui n'aurait pas besoin de billets et de costumes et pouvant être consultée n'importe où sur la planète.
Ils créent alors deux applications distinctes en 2012, alors que Reddit était le seul site avec le concept de communauté, et qu'il n'y avait pour le moment aucune application sur mobile de type communauté. Les deux applications sont K-Pop (Korean Pop) et Photography.
Dans ces deux applications, les utilisateurs peuvent suivre des gens (s'abonner), écrire des messages, avoir des conservations privées et publiques via des tchats.
En 2014, deux ans après la création des deux premières applications, le compteur d'application passe désormais à 15 applications. Amino reçoit cette année-là un premier financement de série A de 1,3 million de dollars américain dirigé par Union Square Ventures. En 2015, le compteur est passé à 41 applications.
Amino a ensuite levé deux financements, une série A en 2015 de 6,5 millions de dollars dirigé par Venrock ainsi qu'un financement de série B de 19,2 millions de dollars dirigé par GV.
En juillet 2016, il y avait 92 communautés, avec environ 4 millions d'utilisateurs actifs, qui passent en moyenne individuellement 40 minutes par jour dans les applications d'Amino. Cependant les communautés existantes étaient tous créées par Amino, et elles avaient chacune une application propre. Un utilisateur souhaitant être dans plusieurs communautés devait donc obligatoirement les télécharger une par une. Mais en 2016, Amino crée une application Amino permettant d'avoir un portail avec toutes les applications. L'utilisateur n'est plus obligé de télécharger des applications distinctes.
Cette même année, une application connexe à Amino est créée, ACM. Un utilisateur peut désormais via cette application créer son propre Amino.
Amino lève par la suite un financement de série C de 45 millions de dollars de Venrock, GV, Goodwater Capital, Hearst Ventures et Time Warner Investments.
Il est alors testé différents moyens de gagner de l'argent grâce à l'application, après les financements qu'Amino a reçus s'élevant à environ 70 millions de dollars. Selon Anderson, cela passera par un service d'abonnement.
Alors que, à la suite des élections américaines de 2016 où des propagandistes russes se faisaient passer pour des Américains en répandant des fausses informations, de nombreuses personnes réclament la levée de l'anonymat, Amino fait le choix, selon les dires d'Anderson de garder l'anonymat. Whitney Phillipps, de l'Université de Mercer déclarera « L'anonymat a en réalité un impact moins immédiat sur le comportement social que ce que nous pourrions supposer ou prévoir. »
Dans une vidéo publiée en avril 2021 sur la chaîne officielle en espagnole d'Amino sur YouTube ainsi que dans une Q&A,, Amino déclare que l'application a été vendue à MediaLab à un montant inconnu. La société MediaLab avait entamé des discussions pour le rachat de l'application, alors à ce moment détenue par Narvii inc., et les deux parties sont parvenues à un accord qui a été finalisé fin janvier 2021. Ben Anderson, cofondateur et PDG ainsi que d'autres employés souhaitaient travailler sur un autre projet.
L'application Amino a cependant été affectée par ce rachat, l'accord ne prévoyait pas la reprise des employés (à part quelques postes). L'équipe s'est ainsi retrouvée en avril 2021 à 10% des effectifs qu'elle avait à son apogée, même si de nouvelles embauches avaient déjà eu lieu depuis la reprise.

## Communautés
Les communautés (appelées "Amino", éponymement à l'application) constituent la base même d'Amino, elles sont très nombreuses, et regroupent des utilisateurs par rapport à un thème précis. Il existe de nombreux thèmes, très divers. Un utilisateur peut créer une communauté s'il le souhaite.

### Modération
La modération d'un Amino n'est non pas assurée par l'application directement, mais elle est déléguée aux modérateurs de chaque Amino. Le leader agent nomme les leaders ainsi que les curateurs, les leaders pouvant faire plus d'actions différentes pour modérer que les curateurs. Le leader agent d'un Amino est la personne chargée de nommer les leaders, elle est automatiquement nommée quand l'Amino est créé, c'est le créateur qui l'est. Il peut cependant transférer son rôle s'il le souhaite. Les leaders peuvent ensuite nommer les curateurs. Les curateurs n'ont quant à eux aucun pouvoir, autant sur les leaders, agent ou non. La seule personne pouvant destituer un leader agent est Amino, via les modérateurs qu'il emploie en tant que salariés.
L'équipe de modérateurs employé par Amino travaille dans les 7 langues de l'application. Leur but est de supprimer toute image ou contenu contraire au règlement d'Amino. Ils doivent aussi vérifier que les utilisateurs ont 13 ans au minimum, le cas échéant, les comptes de mineurs de moins de 13 ans sont supprimés, sans aucune exception. Cependant, il est impossible de tout vérifier, chaque compte et chaque âge.

### REP et Niveaux
Amino propose plusieurs récompenses aux membres actifs des communautés. Les points de réputation (plus communément appelés REP) sont des récompenses attribuées aux membres actifs pour qu'ils puissent être mis en avant dans le leaderboard. Les points de réputation (REP) permettent d'acquérir des niveaux. Il existe 20 niveaux.

### Tchat
Amino dispose d'une fonctionnalité, présente depuis ses débuts, permettant aux utilisateurs de parler à d'autres utilisateurs. Il existe les tchats internes aux communautés (Publics, privés) et les tchats privés via la partie globale d'Amino. Il est possible de parler en vocal dans un tchat ou bien d'y créer une salle de projection.

### ACM
ACM (Amino Creator & Manager) est une application accessible aux leaders d'une communauté et qui permet de personnaliser cette dernière. Elle existe depuis 2016, au moment où les deux fondateurs ont décidé le fait que chaque utilisateur puisse créer son Amino et le personnaliser.

## Amino Coin
Les Amino coins, ou plus simplement pièces en français, sont une monnaie virtuelle interne à l'application Amino. Elle permet d'acheter l'abonnement Amino+, des cadres de profil ou des autocollants. Il est possible d'en acheter avec de l'argent réel. Il est cependant impossible de changer ses Amino coins en monnaie réelle. Ce n'est donc pas à proprement parler une monnaie virtuelle comme le bitcoin.

120 Amino coins valent environ :
90 centimes d'Euro.
1,50 Dollar australien.
0,90 Livre sterling.

1 Dollar américain.

## Controverses

### Affaire Brisa González
Le réseau social est mis en cause lors d'un fait divers uruguayen : une fille de 12 ans nommée Brisa Gonzáles Gerés, vivant en Uruguay à Montevideo, est enlevée et assassinée par un homme avec qui elle était en contact sur le réseau social.
L'Affaire permettra, en Uruguay, de prendre conscience des problèmes qui peuvent être liés aux réseaux sociaux, de comment éduquer les enfants sur ce sujet. Amino n'interviendra à aucun moment durant l'affaire alors que Brisa était en contact avec son meurtrier sur Amino,,,,,.

### Note
1. ↑  Cf. Sources venant d'Amino
2. ↑  Une Q&A, «Questions & Answers» soit en français «Questions et Réponses» est une façon qu'utilise Amino pour communiquer aux utilisateurs, particulièrement aux utilisateurs gérant des communautés (des modérateurs) sur la plateforme. Elle communique via des communautés spéciales pour les modérateurs. Les modérateurs posent des questions, et Amino y répond et informe. Ces communautés sont privées et sont au nombre d'une par langue (soit 7).